# Осада Нойхойзеля (1663)
Осада Нойхойзеля или осада Эршекуйвара (венг. Érsekújvár ostroma) — одно из сражений во время австро-турецкой войны 1663—1664 гг, шедшее в августе-сентябре 1663 года на территории Словакии.

## Перед осадой
После провала переговоров по поводу приграничных стычек началась очередная война между Османской и Габсбургской империями, и великий визирь Фазиль Ахмет-паша решил захватить в северной Венгрии (современная Словакия) австрийскую крепость Нойхойзель (совр. словацкий Нове-Замки). К началу осады стены крепости были хорошо укреплены и, по оценкам, могли продержаться против турок более двух месяцев. Общая численность гарнизона состояла из 5000 пехотинцев и 500 кавалеристов. Командовал гарнизоном генерал граф Адам Форгач.

## Ход осады
Османы начали осаду 13 августа, имея более чем 200 пушек. Осадная армия насчитывала 53 200 человек. 18 августа турки предприняли попытку атаки на Венские ворота крепости, но были отбиты. В этот же день османы построили батарею против бастиона Форгач. С 19 по 23 августа великий визирь обстреливал крепость из 22, 35, 48 и 65-фунтовых орудий, так что каждый день на неё обрушивалось в среднем более 350 снарядов. 21 августа защитники совершили удачную вылазку, а османам ценой значительных потерь удалось захватить равелин, который прикрывал Венские ворота.
Затем турки направили атаку против бастионов Часар, Эрнё и Чех, поддержав её огнём артиллерии, но также были отбиты. 24 августа комендант заставил весь гарнизон поклясться, что вверенная им крепость будет защищена до последней капли крови. 26 августа защитники узнали, что турки были разбиты Миклошем Зриньи при Нови Зрине, что воодушевило их. Однако посланцы, отправленные к армии Монтекукколи, прикрывавшей Вену, с просьбой о помощи, принесли неутешительные вести о невозможности оказать поддержку. Положение стало еще более опасным, когда 26 августа в турецкий лагерь прибыл Ахмед Гирей, сын татарского хана, с 10 000 человек, и вспомогательные молдавские войска.
30-31 августа турки в некоторых местах попытались атаковать и дошли до траншеи, попытавшись убрать палисад, но были отбиты. 6 сентября осаждающие выдвинулись к прикрытому пути и начали там строить новые батареи. 9 сентября турки сильно обстреляли крепость, принёсшие большие потери, но интенсивные обстрелы 13, 14 и 15 сентября имели меньшие результаты, и укрепления практически не пострадали от огня противника.
16 сентября великий визирь еще раз призвал гарнизон сдать крепость при условии свободного выхода, но получил отказ. В ответ 17 сентября в полдень османы атаковали бастионы Фридьес и Форгач. От первого нападавшие были сравнительно легко отбиты, но вокруг второго завязался ожесточённый бой, продолжавшийся более 2 часов, что повлекло за собой довольно тяжёлые потери с обеих сторон (число убитых и раненых среди обороняющихся возросло до 120), пока, наконец, турки были вынуждены отсюда отступить. Эта неудача убедила турок в том, что они смогут добиться результата только в том случае, если осушат ров с водой и возведут насыпи равной высоты перед атакуемыми бастионами, с которых они затем смогут более успешно продолжать обстрел. Великий визирь разделил армию на четыре группы, чтобы подносить землю, одновременно пригнанные горняки начали вести подкопы под стены.
На рассвете 20 сентября турки вытащили сваи из рва перед бастионом Форгач и затем подорвали там стены. В 16.00 противник предпринял новую атаку на бастион Фридьес, на котором уже успел водрузить 17 флагов, но интенсивный пушечный и ружейный перекрестный огонь защитников заставил турок вновь отступить, которые позже повторили свою атаку и одновременно с бастионом Форгач предприняли её в других местах, но нигде не добились успеха. В следующую ночь многие турки собрались во рву и 21-го числа в 9 часов утра снова атаковали бастион Форгач, но эта атака была отбита в течение часа. При этом потери с обеих сторон были велики, а также с турецкой стороны погиб один из пашей. В 3 часа дня османы штурмовали бастион Фридьес, но снова безуспешно. Случайный взрыв одного из складов пороха внёс сумятицу в ряды защитников. Турки, воспользовавшись суматохой, вызванной взрывом, предприняли еще одну атаку на бастион Фридьес, но были отбиты. 22 сентября турки вновь попытались занять бастион Фридьес, но и на этот раз их попытка потерпела крушение из-за упорного сопротивления защитников.

## Результаты
Однако значительная часть сильно истощенных голодом солдат гарнизона, убежденная в том, что на помощь рассчитывать не приходится, теперь открыто требовала начала переговоров с противником. Великий визирь с большим удовольствием принял к сведению готовность сдаться, и согласно договору о капитуляции, жителям Нойхойзеля и гарнизону было дан свободный проход в Австрию, а австрийскому правительству было написано письмо, в котором было подтверждено, что крепость героически оборонялась.
26 сентября, на 43-й день осады, гарнизон в составе 2472 человек покинул крепость и ушёл в направлении Комарома. Во время осады турки потеряли около 3000 человек. Фазиль Ахмет-паша не смог продолжать свои действия из-за нехватки продовольствия и приближения зимы и 26 октября начал отступление из Словакии.